# إنديلا
عديلة سيدرايا (بالفرنسية: Adila Sedraïa)‏ (مواليد 26 يونيو، 1984) المعروفة باسم إنديلا (بالفرنسية: Indila)‏، هي مغنية وكاتبة أغاني آر إن بي وبوب فرنسية.
أصدرت في شهر ديسمبر عام 2013 فيديو كليب أغنية «الرقصة الأخيرة» (Dernière danse) الذي حاز على شهرة كبيرة ووصل إلى مراكز متقدمة في قوائم أفضل الأغاني في عدد من الدول كما أصبح أكثر فيديو موسيقي باللغة الفرنسية مشاهدة على يوتيوب مع أكثر من مليار مشاهدة. في 24، فبراير 2014 أصدرت أول ألبوم لها بعنوان Mini World.

## حياتها الشخصية
ولدت إنديلا في باريس بفرنسا. وهي من أصول جزائرية، كمبودية، هندية. مصرية و اسم شهرتها نظرا لعشقها للهند فقد كان اسمها انديلا. متزوجة من المنتج وكاتب الأغاني الفرنسي باسكال كو. وجدتها كانت تغني في حفلات الزفاف. تصف إنديلا نفسها بأنها «طفله العالم». هي من أصل جزائري ومصري وهندي وكمبودي وتقول إن اسمها إنديلا يأتي من حبها التام للهند (India). سوق رونجز الدولي. تدعي أن إنريكو ماسياس لها أول تأثير موسيقي لها، مع آخرين هم مايكل جاكسون، إسماعيل لو، بويكا، وردة الجزائرية، بريل، لاتا مانجيشكار. بالإضافة إلى لغتها الأم الفرنسية، قدمت إنديله غناء باللغة الإنجليزية، بما في ذلك Dreamin 'مع Youssoupha وBye Bye Sonyé مع DJ Abdel، وغنت جوقة باللغة الهندية في Criminel بواسطة TLF. في عام 2007، تزوجت من منتج الدي جي سكالب، الذي قدمها إلى عالم الراب وتعاون في نهاية المطاف مع العديد من مغني الراب الفرنسيين. بدأت إنديلا مسيرتها حوالي عام 2009، حيث قدمت غناءً لترينيتي من لالجرينو، وThug by Rohff، وHiro من Soprano، وتأليف أحتاج إلى تصديقها بواسطة الأدميرال T. كان Hiro أول تعاون ناجح لها، حيث وصل إلى الرقم 26 في المخططات في فرنسا و27 في بلجيكا. Nessbeal، مجرمًا مع TLF، استراحة الصحافة مع OGB، وداعًا مع DJ عبد، وDreamin مع Yousoupha، التي بلغت ذروتها في يوليو 2012 في المرتبة 14 في مخططات SNEP الفرنسية - وMy Queen مع Tony Axel. قامت أيضًا بتأليف أغاني مات بوكورا جنبًا إلى جنب مع أكسل توني مع تونسيانو، والتي يُعزى إليها اسمها الحقيقي «عديله سيدرايا». معك، الذي أنتجته Skalp، وصل إلى الرقم 7 في المخططات في فرنسا في نوفمبر 2012.
في نوفمبر 2013، أصدرت إنديلا أول أغنية لها الرقصة الأخيرة، من ألبوم ميني وورلد ‏ - الذي سرعان ما وجد نجاحًا. وصلت إلى أعلى 10 من المخططات الفرنسية في 4 يناير 2014 ووصلت إلى الرقم 2 في 18 يناير، حيث بقي خلال الأسبوع من 22 مارس. ظلت الأغنية في أفضل 200 أغنية في فرنسا حتى أبريل 2015، ليصبح المجموع 77 أسبوعًا في أفضل 200 أغنية. لقد كان أيضًا نجاحًا خارج فرنسا؛ بحلول نهاية فبراير 2014، كانت The Last Dance هي الأغنية الأولى على iTunes في اليونان ورومانيا، والأغنية الثانية على آي تيونز في تركيا. وصل الفيديو الموسيقي لـ Last Dance، الذي تم إصداره في 4 ديسمبر 2013، إلى 100 مليون مشاهدة على YouTube في 30 يوليو 2014 وله أكثر من 550 مليون مشاهدة اعتبارًا من يوليو 2019.في فبراير 2014، أصدرت إنديله ألبومها الأول، Mini World، الذي أنتجه Skalp. بالإضافة إلى الرقص الأخير، وصل فرديان آخران من الألبوم إلى أفضل 20 أغنية في الرسوم البيانية في فرنسا: التحول إلى الفراغ («الدوران في الفراغ»)، الذي وصل إلى الرقم 13، وSOS، الذي وصل إلى الرقم 8. كان الألبوم هو الألبوم الأول الأكثر مبيعًا في فرنسا في الأسبوع الأول من ظهوره وظل في أفضل 10 ألبومات مبيعًا خلال أسبوع 11 أكتوبر.تم إصدار نسخة محدودة من القرص المضغوط / قرص DVD من Mini World في نوفمبر 2014، مع أغنيتين جديدتين، إصدارات أوركسترا «التحول إلى قصة الفراغ والحب»، إصدار صوتي من SOS، ومقاطع فيديو من عروض حية من عدة مقطوعات من الألبوم. تضمن إصدار محدود محدود من Mini World في فبراير 2015 الإصدار الأول والإصدار الثاني وأغنية جديدة أخرى. حققت Mini World نجاحًا في فرنسا، حيث كان الألبوم الثالث الأكثر مبيعًا لعام 2014، وخارجها، حيث كان الأفضل مبيعًا لعام 2014 في بولندا وثاني أفضل بائع لعام 2014 في بلجيكا. في أكتوبر 2014، فازت إنديلا بجائزة MTV Europe Music Award لأفضل فنان فرنسي لعام 2014. فازت بجائزة أفضل ألبوم جديد للعام (للعالم المصغر) في انتصارات الموسيقى الثلاثين في فبراير 2015. كانت إنديلا من بين الفنانين العشرة الذين حصلوا على جائزة كسر الحدود الأوروبية في عام 2015.وكان غيابها الخمس سنوات لانها قالت انها تريد ان تكون بعيد عن مواقع التواصل الاجتماعي وانها تريد الي راحه.
في 23 أغسطس، 2019، عادت إنديلا مع أغنيتها الجديدة (parle a te tete)«تحدث إلى رأسك».

## قائمة أعمالها

### ألبومات
| العنوان    | تفاصيل الألبوم                                                      | أعلى مرتبة وصل إليها | أعلى مرتبة وصل إليها | أعلى مرتبة وصل إليها | أعلى مرتبة وصل إليها | أعلى مرتبة وصل إليها | أعلى مرتبة وصل إليها | مبيعات/نسخة                                        |
| العنوان    | تفاصيل الألبوم                                                      | فرنسا                | بلجيكا (فلاندر)      | بلجيكا (والونيا)     | ألمانيا              | بولندا               | سويسرا               | مبيعات/نسخة                                        |
| ---------- | ------------------------------------------------------------------- | -------------------- | -------------------- | -------------------- | -------------------- | -------------------- | -------------------- | -------------------------------------------------- |
| Mini World | - تاريخ الإصدار: 24 فبراير 2014 - شركة تسجلات: Capitol Music France | 1                    | 16                   | 1                    | 32                   | 2                    | 11                   | - فرنسا: 300,000 - بولندا: 20,000 - بلجيكا: 10,000 |

### أغاني فردية
| العنوان                | السنة | أعلى مرتبة وصلت إليها | أعلى مرتبة وصلت إليها | أعلى مرتبة وصلت إليها | أعلى مرتبة وصلت إليها | أعلى مرتبة وصلت إليها | أعلى مرتبة وصلت إليها | أعلى مرتبة وصلت إليها | أعلى مرتبة وصلت إليها | أعلى مرتبة وصلت إليها | أعلى مرتبة وصلت إليها | الألبوم    |
| العنوان                | السنة | فرنسا                 | النمسا                | بلجيكا (فلاندر)       | بلجيكا (والونيا)      | ألمانيا               | بولندا                | سويسرا                | اليونان               | إسرائيل               | تركيا                 | الألبوم    |
| ---------------------- | ----- | --------------------- | --------------------- | --------------------- | --------------------- | --------------------- | --------------------- | --------------------- | --------------------- | --------------------- | --------------------- | ---------- |
| "الرقصة الأخيرة "      | 2013  | 2                     | 72                    | 5                     | 2                     | 47                    | 3                     | 15                    | 1                     | 1                     | 1                     | Mini World |
| "Tourner dans le vide" | 2014  | 13                    | —                     | —                     | 11                    | —                     | —                     | —                     | 10                    | —                     | —                     | Mini World |
| "S.O.S"                | 2014  | 8                     | —                     | —                     | 17                    | —                     | —                     | 60                    | 10                    | —                     | —                     | Mini World |
| "Run Run"              | 2014  | 57                    | —                     | —                     | —                     | —                     | —                     | —                     | —                     | —                     | —                     | Mini World |
| "Love story"           | 2014  | 57                    | __                    | __                    | 49                    | __                    | __                    | __                    | __                    | __                    | __                    | Mini World |
| "Parle A te tete"      | 2019  | 2                     | __                    | __                    | 49                    | __                    | __                    | __                    | __                    | __                    | __                    | TBA        |

## وصلات خارجية
- إنديلا على موقع IMDb (الإنجليزية)
- إنديلا على موقع ميوزك برينز (الإنجليزية)
- إنديلا على موقع أول ميوزيك (الإنجليزية)
- إنديلا على موقع ديسكوغز (الإنجليزية)